# Relaciones Chad-Chile
Las relaciones Chad-Chile son las relaciones internacionales entre Chile y Chad.

## Relaciones diplomáticas
Chile y Chad establecieron relaciones diplomáticas de manera oficial en septiembre de 2018, en el marco del 73° período de sesiones de la Asamblea General de Naciones Unidas, ocasión en que el Ministro de Relaciones Exteriores de Chile, Roberto Ampuero, se reunió con su homólogo de Chad, Moussa Faki Mahamat. No obstante, estas relaciones fueron suspendidas con posterioridad.
Aparte, desde 2009, se ejecuta un proyecto de colaboración docente y asistencial entre la Universidad de Chile y la Pontificia Universidad Católica de Chile para formar médicos en Chad y realizar operativos sanitarios en ese país, en el marco de la cooperación sur-sur.

## Relaciones comerciales
En 2023, el intercambio comercial entre ambos países ascendió a los 0,019 millones de dólares estadounidenses, constando únicamente de exportaciones desde Chad a Chile. Así, los principales productos exportados fueron antenas, maquinaria industrial y circuitos electrónicos.

## Misiones diplomáticas
- Chile no tiene embajada en Chad.[5]
- Chad no tiene embajada en Chile.[5]